# Total krigföring
Total krigföring är en form av krigföring som dels innebär en total mobilisering av alla delar av den krigförande staten och som också innebär att kriget förs på alla nivåer: militärt, ekonomiskt samt psykologiskt med hjälp av propaganda. Första världskriget blev det första moderna kriget där de krigförande parterna ägnade sig åt total krigföring. Bellum romanum (latin för "romerskt krig") är en annan term för denna företeelse.

## Historia
År 1935 publicerades general Erich Ludendorffs, förste generalkvartermästare vid tyska generalstaben i första världskriget, bok Der totale Krieg. Redan i Om kriget, av den preussiske generalen Carl von Clausewitz, skrivs det om "absoluter Krieg" (absolut krig).
I sitt tal till Tyskland efter förlusten i Stalingrad (Sportpalatstalet, den 18 februari 1943) talar Joseph Goebbels om att mobilisera hela Tyskland för att genomföra total krigföring.